# Vieux hammam à Novopazarska Banja
Le vieux hammam à Novopazarska Banja (en serbe cyrillique : Стари хамам у Новопазарској Бањи ; en serbe latin : Stari hamam u Novopazarskoj Banji) se trouve à Banja, sur le territoire de la Ville de Novi Pazar et dans le district de Raška, en Serbie. Il est inscrit sur la liste des monuments culturels protégés de la République de Serbie (identifiant no SK 391),.

## Présentation

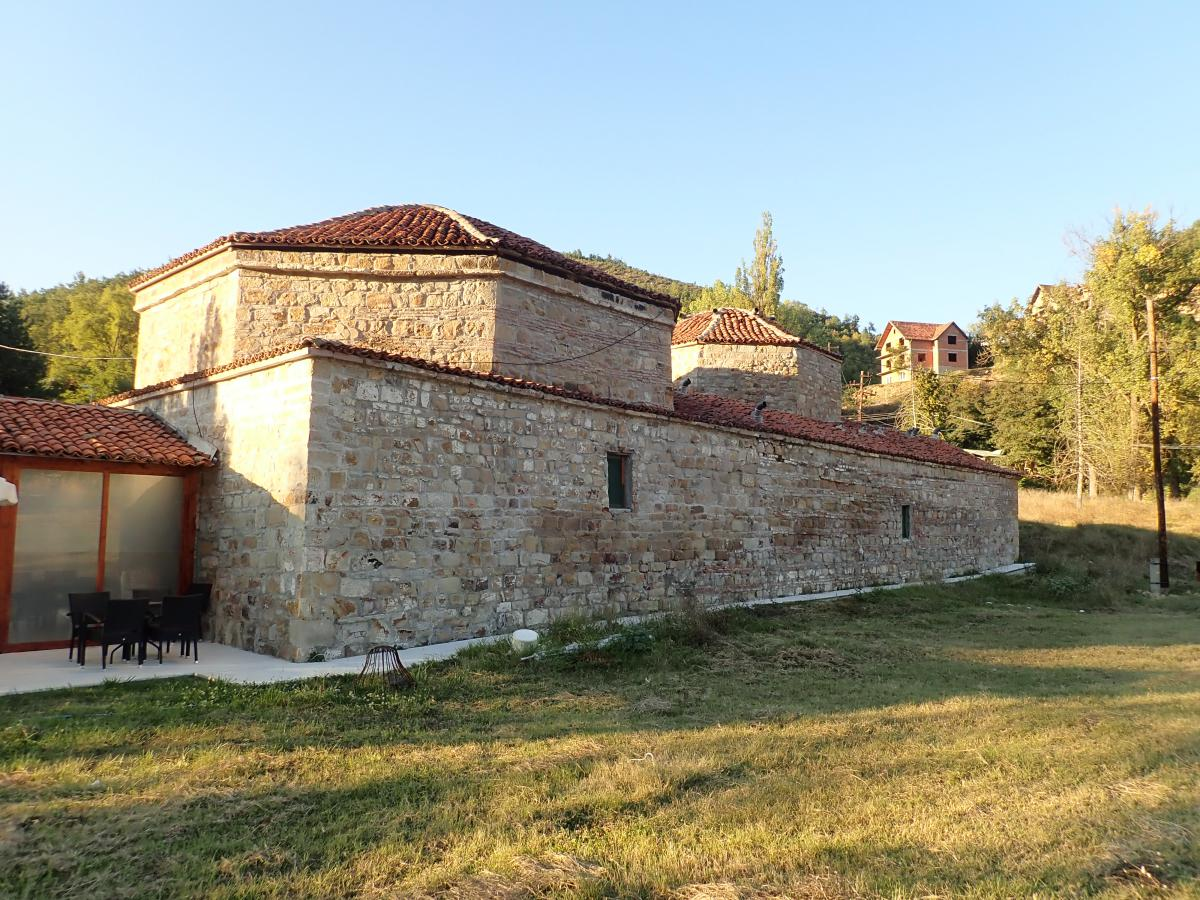
Autre vue du vieux hammam.

Le vieux hammam a été construit en 1593-1594, ainsi qu'en témoigne une inscription ottomane sur une dalle de pierre à l'entrée du bâtiment ; cette dalle célèbre la station thermale comme la meilleure du monde et un paradis pour les amoureux. Le voyageur ottoman Evliya Çelebi (1611-1682) le mentionne comme une donation de Hafiz Ahmed Pacha et les architectes lui trouve des ressemblances avec le hammam Süleymaniye d'Istanbul construit sur l'ordre de la fille de Soliman le Magnifique Mihrimah par l'architecte Mimar Sinan.
Le hammam est bâti sur un plan simple ; il est doté d'un toit à quatre pans recouvert de tuiles avec deux dômes de dimensions inégales reposant sur des tambours octogonaux. Les murs sont constitués d'une alternance de briques et de gros blocs de pierre et sont couronnés par une corniche finement profilée.
Les hommes et les femmes ne peuvent pas s'y baigner en même temps.
Le hammam est constitué de deux parties : un espace pour déposer les vêtements et une pièce principale avec une piscine d'environ 1,50 m de profondeur. 
Dans l'entre-deux-guerres, l'entrée de l'espace de bain a été bloquée par la construction d'un immeuble de deux étages. Au-début des années 2010, ce bâtiment a été démoli et des travaux de restauration du vieux hammam ont été engagés sous l'égide de l'Institut pour la protection du patrimoine de Kraljevo, avec des fonds de la communauté islamique.